# 地形
地形或地貌、地貌形态，是行星（一般特别研究地球）硬表面各种局部的空间实集状态，亦可称为1个以海平面為基礎的相对独立的地表起伏单元，如高山、丘陵、高原、盆地等。地貌形态可以分为原生地貌形态、次生地貌形态，以其是否受到地球外动力侵蚀为划分依据。构成地貌形态，需参考包括高度、底平面形状和面积、地表倾斜方位和程度在内的3个基本指标。地貌形态是地貌学研究的基本问题。地球的地形分爲“陸地地形”、“海底地形”。地形處在漫長的演化之中，陸地、海洋互相轉換。考古發現，喜馬拉雅山地區有大量海洋生物化石，表明這裏曾是海洋，後來由於地殼隆起擡升爲高山。關於海洋與大陸的演變，有著名的大陸漂移說、板塊構造說。
- “陸地地形”通常劃分爲平原、高原、山地、丘陵、台地、盆地、峽谷
- “海底地形”通常劃分爲大陸架、大陸坡、海溝、海盆（海洋盆地）、大洋中脊等類型。
- 与地形研究的相关科学分支有地形学、地理学、地球科学。外營力是堆積、侵蝕、搬運，內營力分為地震（歐亞板塊、菲律賓海板塊互相擠壓而造成地震）、板塊移動、褶曲、斷層、火山噴發等。

## 分类
在中学教科书中，陆地地形通常根据形态特征简单地分为山地、丘陵、高原、平原、盆地五种基本类型（不研究海底地形），这也是最通用的划分方式。不过这种方式忽略了地貌成因，容易混淆不同级别的地貌类型，在地理学中可进行更为具体的划分：
| 2＼1 | 大陆           | 海底     |
| ---- | -------------- | -------- |
| 山地 | 山岭           | 海底山地 |
| 山地 | 谷地           | 海底山地 |
| 山地 | 山间盆地       | 海底山地 |
| 平原 | 高平原（高原） | 海底平原 |
| 平原 | 低平原（平原） | 海底平原 |

其中：大陆/海底为最高级地貌类型，主要由内力构造作用形成；山地/平原为第二级地貌类型，主要由外力塑造作用形成。这仍然是一种粗略的划分，如谷地还可分为河床、河漫滩、阶地等。所谓的“丘陵”，则是指山地和平原之间的一种山顶—山麓相对高度较低的过渡地形；而“盆地”，既包括山岭之间的“山间盆地”，又包括被山地环绕的平原。

## 形体要素

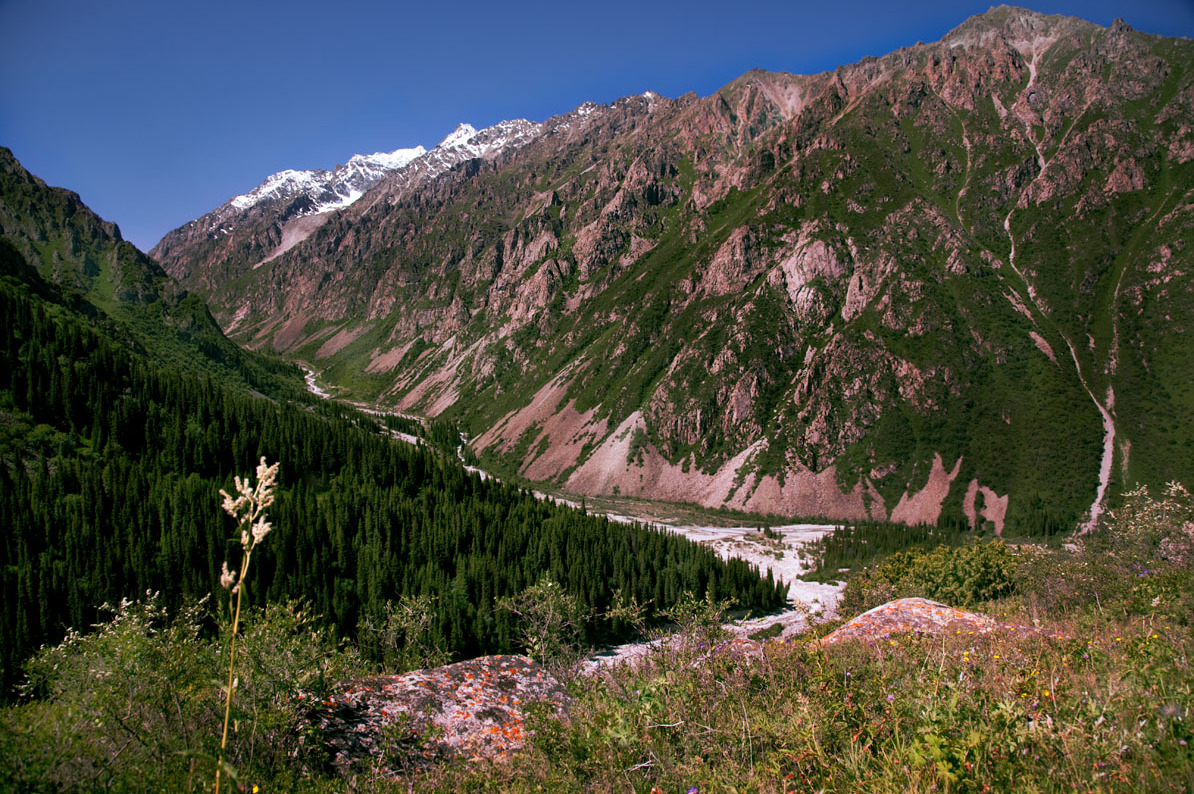
该图中包含了地形构成的点、线和面

地表形体是由每个基本的地貌要素构成，包括面、线和点。
地貌面，亦可以称为地形面或坡面，由坡面高度、倾斜度、坡长、倾斜方向、延伸方向及水平投影面积形状构成。地貌面的构成参数也可以称作特征参数，可以确定地貌面的空间特征。自然地貌面可以分为平面、斜面和垂直面，以两地貌面之间所成二面角夹角2°和55°为界限。0°~2°为平面，2°~55°为斜面，55°~90°为垂直面。
地貌线是两地貌所成二面角的交线，可以分为坡度变换线和坡面变换线两种，包括山脊线、山麓线、谷底线等。坡度变换线是垂直（上下）方向的地貌面产生的交线，坡面变换线是水平（左右）方向的地貌面所成的交线。地貌线的表现形式可以有直线、曲线和折线，而事实上，大多数地貌线由于受自然侵蚀转而成为圆棱面。
地貌点是地貌面或线的交点，比如山顶点。

## 文字、数字参数与地图表述

等高线

地貌形态的文字表述，主要包括其成因、组成和年龄，还有平面形态、垂直剖面形态以及纵剖面形态。平面形态是地貌形态在平面坐标系上投影的形状，常以直径、扁率、长轴长度、短轴长度、面积、弯曲系数等参数表示。其中，弯曲系数为{\displaystyle \delta =L^{'}/L}，L'为曲线长度，L为直线长度。垂直剖面形态，又称横剖面形态，包括坡形、坡面长、坡度等。纵剖面形态，包括起伏特征、大小等。
在测绘领域，地貌形态的描述主要是数字参数描述。包括高度、坡度、切割密度、切割深度等指标。高度用以表现地貌起伏，有绝对高度和相对高度之分。坡度用以表现坡面的倾斜程度。在实际情况下，由于地表是一个曲面，任一点的坡度都是不同的，所以坡度是指一个平均值。切割密度是一区域内谷地长度与面积的比，为{\displaystyle \sigma =L/A}，L为区域内谷地长度或数量，A为区域面积。切割深度是区域内最高点和最低点的高差，表述为D=E高-E低。
在地图上，地貌形态主要表现为等高线。例如，等高线越密集，坡度越陡；等高线越稀疏，坡度越缓。

## 地形相关术语
- 湿地、池塘（水塘）、湖泊、溪谷、溪流、水道、河流（河道）、河谷、河岸、内河、运河、三角洲
- 大陆、岛屿（海岛）、岛礁、海、大洋、海岸、海滨、海峡、海湾、海滩、入海口
- 悬崖（山崖）、坡谷、山谷、山坡、坡地、谷地、山、山脉、山峰、造山运动
- 火山、火山地貌
- 荒漠（沙漠）綠洲
- 沙丘、砂岩、石灰岩、石灰岩地貌、钟乳石、溶洞
- 台地、岗地、垸（堤垸）
- 冰川、冻土地带（冻土带）、冻土
- 滩
- 湾
- 平原、冲积平原、沉积物
- 岩石、花岗岩、板页岩、石英砂岩
- 地势

### 引文

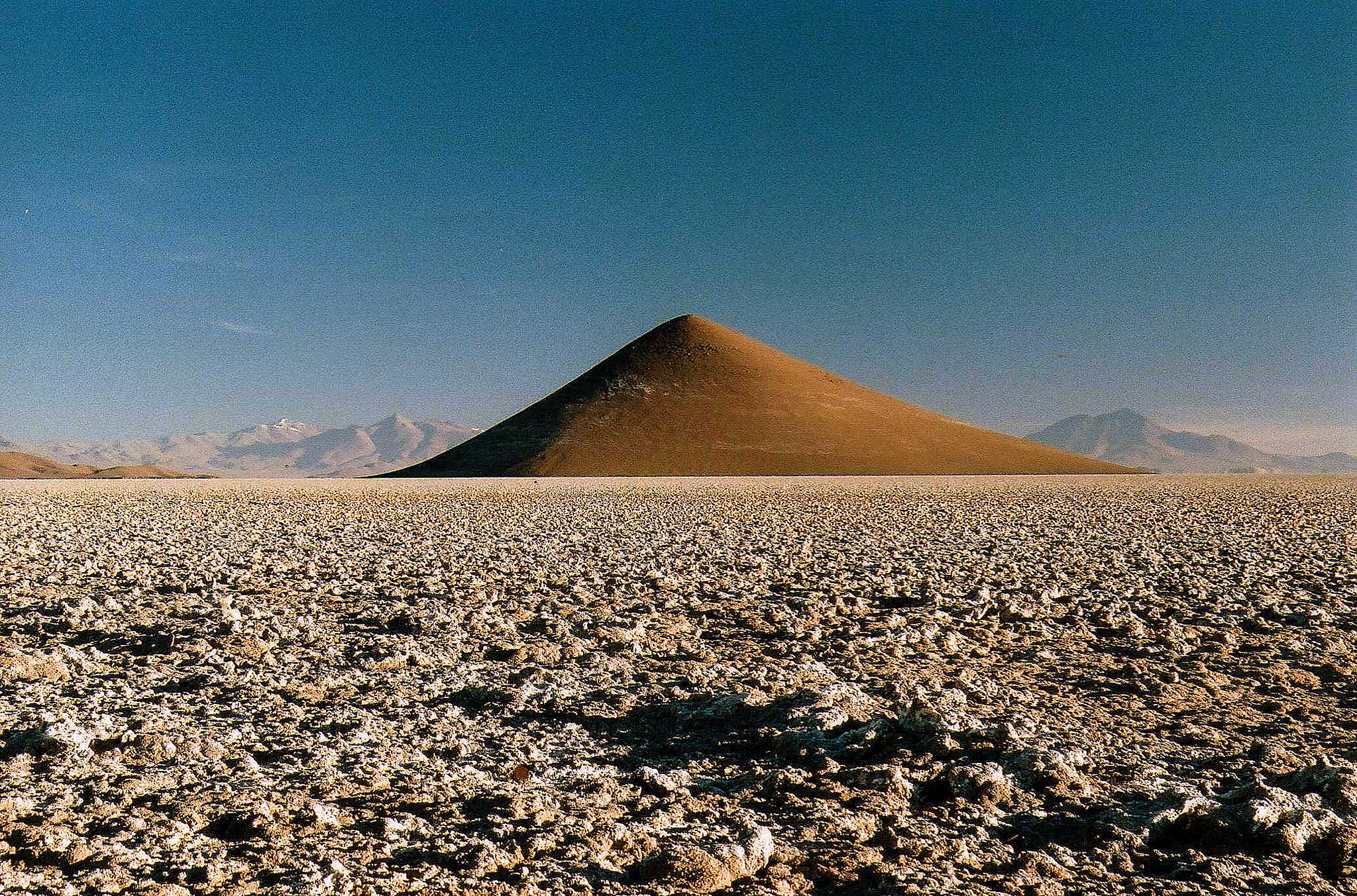
地形。

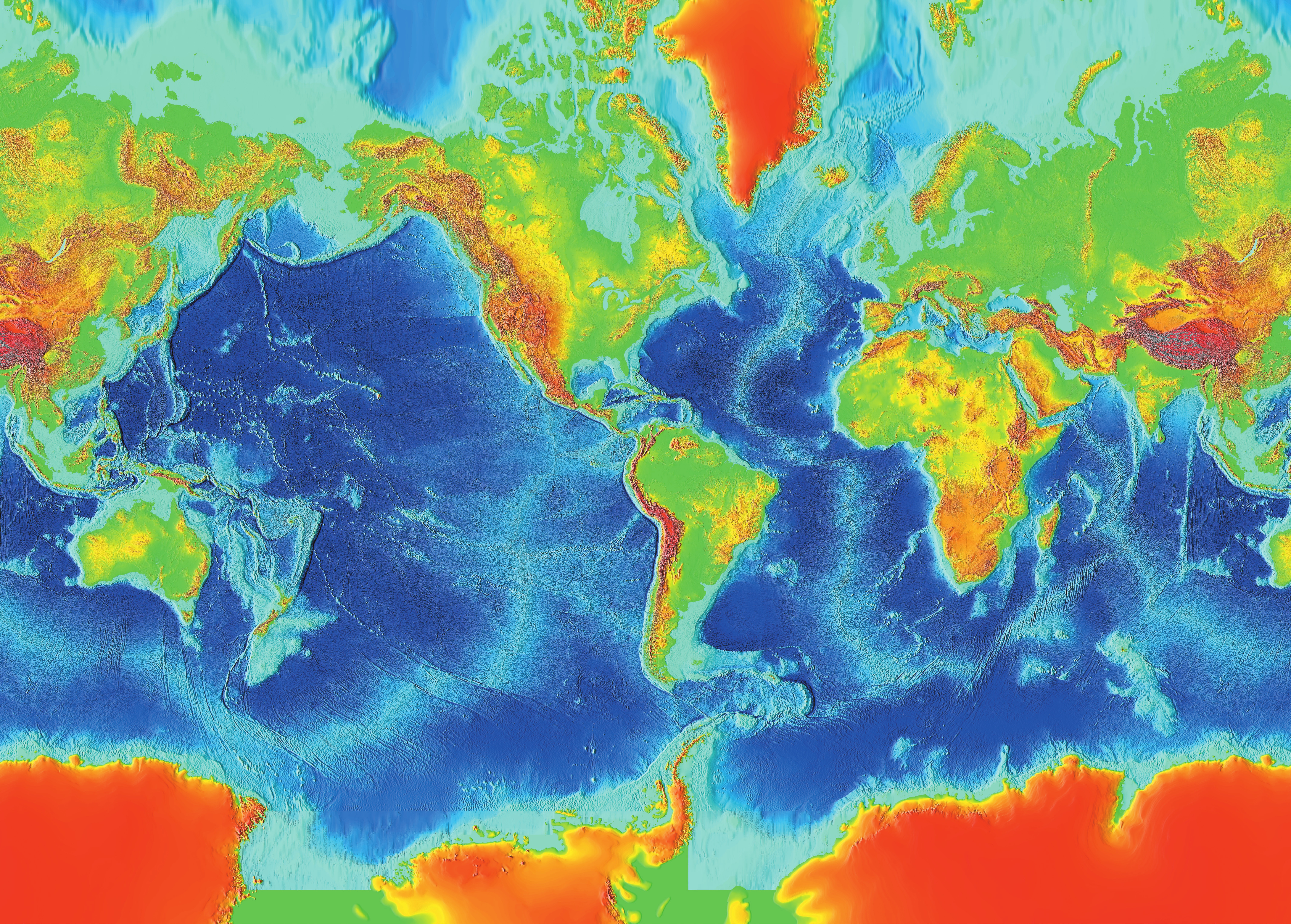
世界地形。

1. ↑  【引文】“地貌或称地形，指地球硬表面由地貌内外动力共同作用塑造而成的多种多样的外貌或形态。”